# ローンボウルズ

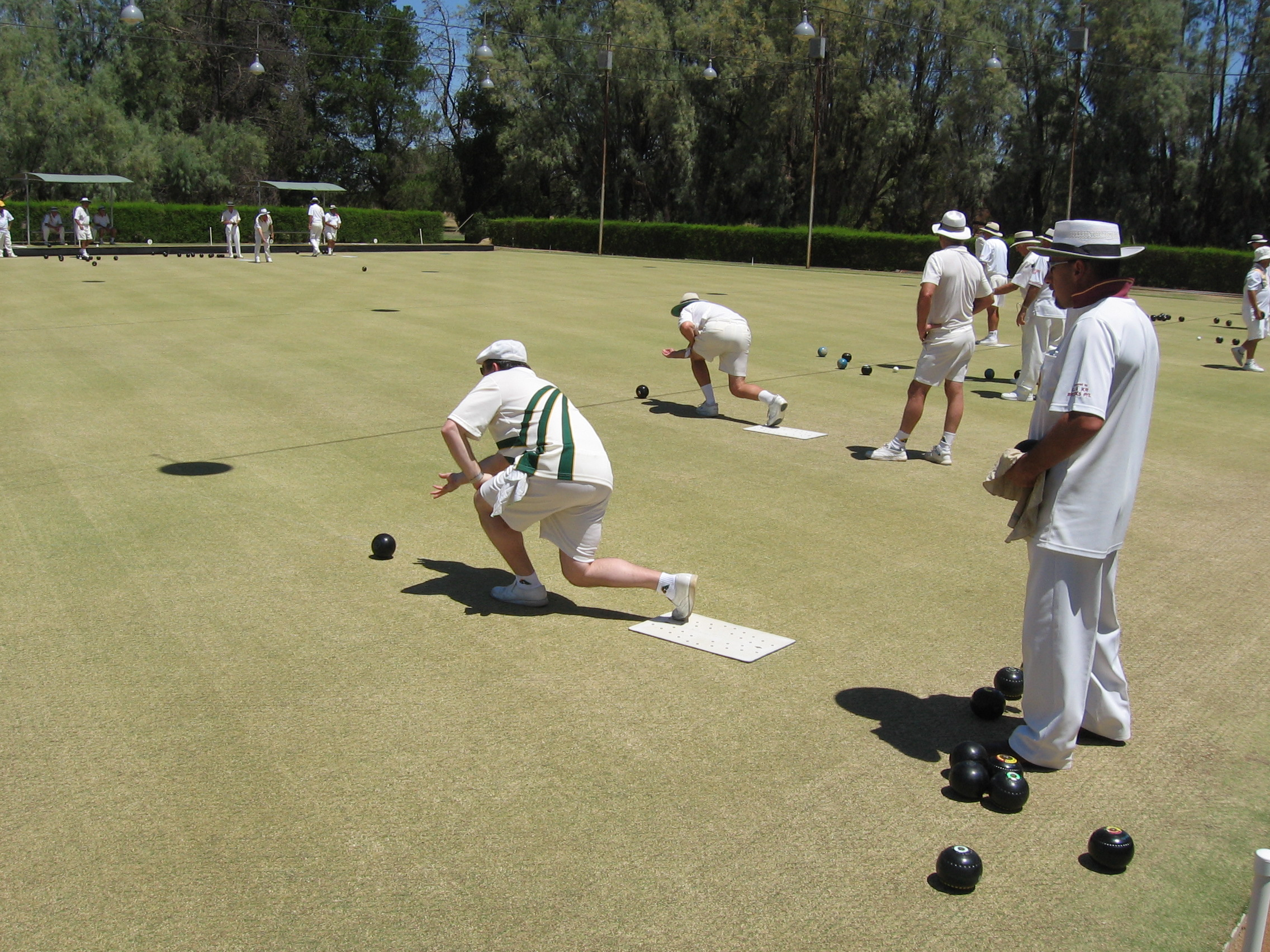
ローンボウルズの競技風景

ローンボウルズ（英語: lawn bowls）は、ボウルと呼ばれる非対称形の球を、ジャックと呼ばれる目標球のどれだけそばに近づけられるかを競う球技である。
イギリス発祥のスポーツで、ボウリングの前身でもあり、オーストラリアやカナダ、ニュージーランドといったコモンウェルス諸国で人気がある。ボウルズ（bowls）、ローンボウルス、ローンボウリング（lawn bowling）とも呼ばれる。また、フランスのスポールブール、ペタンクやイタリアのボッチャといった、類似のブールスポーツの英語での訳語としてボウルズの語を用いる場合がある。
コモンウェルスゲームズの競技種目であるほか、世界大会も開催されている。適度な運動量で楽しめるため、レクリエーションスポーツとして、高齢者や障害者にも親しまれている。
類似のルール・用具・外見をもつ競技として、インドアボウルズ（イングランドやニュージーランドでさかんなショートマットボウルズを含む）やクラウングリーンボウルズなどがある。

## 歴史
起源はボウリングと同一であり、紀元前5000年頃に古代エジプトで行われていたピンを災いや悪魔に見立てて、それを沢山倒すことが出来たならば、その災いなどから逃れることが出来るという一種の宗教儀式である（出典不詳）。しかし当競技のほうは、ピンを倒すものではないので、この行事との共通点は転がすということのみである。
よって、今日の競技形式の直接の起源は13世紀のイギリス、スコットランドで流行したボウリング・オン・ザ・グリーンにあるとされている（出典不詳）。14世紀、エドワード3世やリチャード2世らイングランドの国王たちは兵士たちが弓術の訓練をおろそかにするとして、しばしば禁止した。しかし、その一方で確実に浸透、シェイクスピアの史劇『リチャード二世』第3幕第4場には、女性も楽しんでいたことをうかがわせる記述がある。自らも愛好者であったヘンリー8世は、庶民層がこのスポーツを行うことをクリスマスの時期（しかも一定の条件の下）を除いて禁じたが、このことはそれだけこのスポーツが幅広い層の人々に好まれていたことを示している。
よく知られるエピソードがサー・フランシス・ドレークの伝説的な逸話である。1588年7月、プリマス・ホーでボウルズに興じていたドレークは、無敵艦隊の接近を知らされた際、ゲームを終えてからスペイン人をうちのめす時間はまだある、と豪語し、そのあとアルマダの海戦に臨んだドレークはその言葉どおりにスペインに勝利した、というものである。なお、長らく有名無実となっていたヘンリ８世時代のボウルズ禁止法が正式に廃止されたのは1845年のことである。
17世紀以降、北アメリカ、オセアニアなどイギリスの植民地支配が拡大するに従い、それら支配地域を含む世界各地へ広がりはじめた。オーストラリアでは1845年にタスマニアで試合が行われた記録が残っている。
1848年、スコットランドのグラスゴーにプレイヤーたちが集まり、基本となる競技規則の必要性を認識、ウィリアム・W・ミッチェル（William W. Mitchell, 1803年-1884年）が中心となってこれをまとめ、1864年にルールブックが出版された。1892年にはスコットランドボウリング協会(SBA)が、1903年にはイングランドボウリング協会(EBA)が、そして1905年には国際ボウリング理事会（International Bowling Board）が創設されるなど、組織化が進んだ。但し、IBBの〈国際〉"International"はイギリス国内の複数nationの競技団体（上述のSBAやEBAなど）が連携したことを意味する。この組織が一般的な意味での〈国際〉組織となるのは戦間期以降である。
コモンウェルスゲームズでは、その前身にあたる1930年の第1回大英帝国競技大会以来、1966年のジャマイカ開催の1大会を除いて毎回正式競技として実施されている。1966年、施設の不備を理由にコモンウェルスゲームズで競技が行われなかったことから、代替イベントとして初めて開催されたのが世界選手権である。女性選手が参加する種目も加わり、1972年以降4年おきに開催されている。
新型コロナウィルス感染症の世界的流行によって、国際大会が中止・延期を余儀なくされるなか、アジア太平洋地域諸国が参加して1985年から隔年開催されていたアジア太平洋選手権は2019年大会が最後となった。その際に世界選手権の開催形態が見直され、コロナ禍明けの2023年から地域予選無しですべての国が参加できる隔年開催の大会として開催されることになったが、その様式で世界選手権が開催された直後の2023年10月に次回（2025年）の香港開催がいったん白紙に戻されることが発表された。
パラリンピックでは、1968年のイスラエル大会から1996年のアメリカ大会まで、1992年のスペイン大会を除く大会で正式競技として行われた。
近年のアジアパラ競技大会では、2018年ジャカルタ大会（インドネシア）、2023年杭州大会（中国）と続けて正式競技に採用されていたが、2026年名古屋大会（日本）では不採用となった。

## 用具・服装

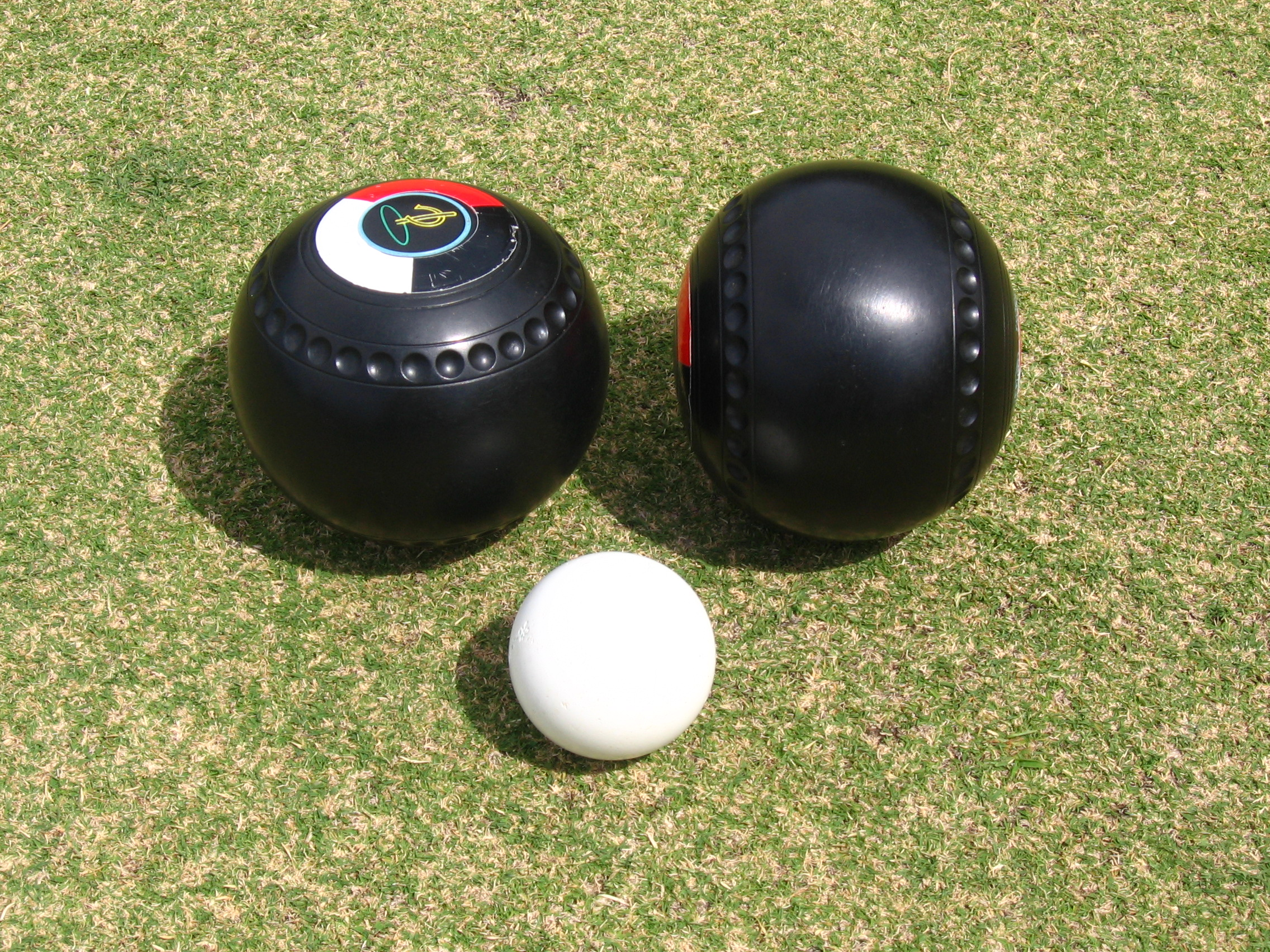
ボウルとジャック

ボウル（bowl）転回方向に見ると非対称形である球のため、投げるとカーブして転がるという特徴をもつ。色は、長らく黒か茶色が多かったが、近年は色彩豊かなボウルが増えてきている。重さは最大で1.59キログラムまでとされている。材質は、歴史的に木（ユソウボク）製が用いられてきたため、ウッド（wood）とも呼ばれていた。現在広く用いられているのは1930年代に作られるようになった合成樹脂製のものである。芝生の上にフットマットを敷き、その上から投球を行う。
ジャック（jack）ボウルよりも小さな球で、このジャックを標的にボウルを転がす。かつてはキティ（kitty）とも呼ばれていた。色は白もしくは黄色で、重さは225～285グラムである。各エンドの最初に、芝生上に敷いたフットマットの上から投じる。
服装など
ヒールのない靴底が平らな靴をはく。服装は白かクリーム色を基本とするが、近年はカラフルなウェアの使用が認められる機会も増えてきた。

## 競技形態

### 種目
シングルス、ペアーズ、トリプルズ、フォアーズの4種目がある。シングルスではプレイヤーが1人ずつ交代で競技する。ペアーズ、トリプルズ、フォアーズでは、それぞれ2人、3人、4人がチームとなって競技を行う。フォアーズにおいて最初にボウルを投げるプレイヤーをリード、2番目をセカンド、3番目をサード、4番目をスキップと呼ぶ。スキップはチームのメンバーに指示を送る指令塔の役割をする。

### グリーン
競技は屋外のグリーン（ボウリンググリーン）と呼ばれる、芝生もしくは人工芝で表面を覆われたエリア内で行われる。国際ルールでは、グリーンは平坦で正方形もしくは長方形、一辺は31～40メートル程度で、4.3～5.8メートル幅で区切られていなければならない。この長方形の区切りをリンクと呼ぶ。グリーンの周囲はディッチと呼ばれる溝で囲まれ、さらに板を土手状に立てて並べたバンクによって、ボウルがグリーンの外に転がり出ないようになっている。

### 類似する競技スタイル
室内で行うものをインドア・ボウルズと呼ぶ。インドア・ボウルズには、屋外グリーンでおこなうローンボウルズとほとんど同じサイズの施設及び用具そして競技ルールでおこなわれるもののほか、イングランドやニュージーランドにはそれぞれ独自のルールによるショートマットボウルズがある。また、中央がやや盛り上がった屋外グリーンで競技するクラウングリーン・ボウルズがイングランド北部を中心に行われている。

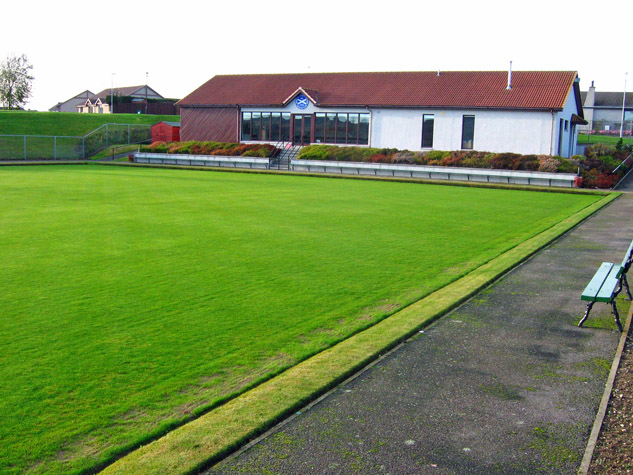
ボウリンググリーン
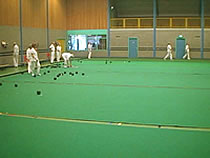
インドア・ローンボウルズ

## 競技内容
先攻がまずジャックを転がし、ジャックの到達点までと同距離のリンクのセンターライン上にジャックを置きなおし、それを目標とする。以下、交互にボウルを投げる。シングルスでは1人4投、フォアーズの場合は1人2投を1投ずつ交互に行い、手持ちのボウルがなくなるとそのエンドが終了となる。終了時点でジャックにもっとも近いボウルの側がそのエンドの勝者となり、敗者よりもジャックとの距離が近いボウルの数がそのエンドの勝者の得点となる（敗者の得点はゼロである）。チーム戦の場合は規定回数のエンドをおこなって総得点の多いほうが、シングルス戦の場合は既定の得点に早く達したほうが、そのゲームの勝者となる。
ボウルはジャックや味方ないし相手のボウルに当ててもよい。たとえば、ジャックのそばにある相手のボウルにボウルを当てて、ジャックから遠ざけたりリンク外に出したりすることも可能である。投じたボウルがジャックに当たれば、そのボウルはタッチャーと呼ばれ、印をつけられる。通常、ディッチに落ちたボウルは無効となるが、タッチャーはディッチに落ちても有効と見なされる。

## 日本におけるローンボウルズ
明治維新後に神戸や横浜、長崎などで外国人が行ったのが日本での競技の始まりと考えられるが、日本人が本格的におこなうようになったのは1963年に林英夫が紹介してからとされている（出典不詳）。1989年に兵庫県神戸市でフェスピックが開催された際、正式種目として競技が行われた。国内競技団体は、いくらかの変遷をへたのち、現在は認定NPO法人「ローンボウルズ日本」が日本唯一の競技団体として国際競技団体ワールド・ボウルズWorld Bowlsに加盟している。ローンボウルズ日本は、日本選手権等の各種競技会を開催するほか、国際大会に出場する日本代表選手の選考と派遣をおこなっている。ローンボウルズ日本に加盟するクラブは兵庫県、神奈川県、東京都、京都府、高知県に存在する（2024年1月現在）。
国内では、国営昭和記念公園（東京都立川市）、横浜ラポール（神奈川県横浜市）、しあわせの村（兵庫県神戸市）、兵庫県立明石公園（兵庫県明石市）、長崎県立総合運動公園（長崎県諫早市）に公共のローンボウルズ専用競技施設がある。
長崎県では、小規模のローンボウルズ場も県内数か所にあり、長崎県ねんりんピック大会など県下のスポーツイベントにおいて競技大会が開催されている。